# 巴拉望苔鼩属
巴拉望苔鼩属（学名：Palawanosorex）为鼩鼱科的一个属。

## 下属物种
本属包括以下物种：
- Palawanosorex muscorum Hutterer, Balete, Giarla, Heaney & Esselstyn, 2018[2]

- Palawanosorex ater (Medway, 1965)